# Cambon (Tarn)
Pour les articles homonymes, voir Cambon.
Cambon est une commune française située dans le département du Tarn, en région Occitanie. Sur le plan historique et culturel, la commune est dans l'Albigeois, une région naturelle agricole correspondant aux environs de la ville d’Albi.
Exposée à un climat océanique altéré, elle est drainée par le Ruisseau de Caussels, le ruisseau de Tabournie et par divers autres petits cours d'eau.
Cambon est une commune urbaine qui compte 2 128 habitants en 2022, après avoir connu une forte hausse de la population depuis 1962. Elle est dans l'agglomération d'Albi et fait partie de l'aire d'attraction d'Albi. Ses habitants sont appelés les Cambonnais ou  Cambonnaises.

## Géographie
Commune de l'aire urbaine d'Albi située dans son unité urbaine, au sud-est d'Albi.

### Communes limitrophes
Cambon est limitrophe de cinq autres communes.
Les communes limitrophes sont  Albi, Bellegarde-Marsal, Cunac, Fréjairolles et Saint-Juéry.
|      | Cunac        | Saint-Juéry       |
| Albi | Cambon       | Bellegarde-Marsal |
|      | Fréjairolles |                   |

### Géologie et relief
Le territoire est composé de cinq vallées étroites (vallée de Sottes, du Lézert, de la Tabournié, de PlanqueTorte) enserrées entre cinq coteaux ou plateaux (la Maurélié, la Lauzié, la Fourestole, le Bourg, la Sarrade).
La superficie de la commune est de 771 hectares ; son altitude varie de 189  à   333 mètres.

### Voies de communication et transports
Accès avec les routes départementales D 999 (ex-RN 99), D 69 et D 11.
La ligne F1 du réseau urbain Albibus assure la desserte de la commune, la reliant à la gare routière d'Albi, située au centre de la ville.

### Hydrographie
La commune est dans le bassin de la Garonne, au sein du bassin hydrographique Adour-Garonne. Elle est drainée par le ruisseau de Caussels, le ruisseau de Falcou, le ruisseau de Planquetorte, le ruisseau des Infernats et par deux petits cours d'eau, qui constituent un réseau hydrographique de 12 km de longueur totale,.
Le ruisseau de Caussels, d'une longueur totale de 17,9 km, prend sa source dans la commune de Villefranche-d'Albigeois et s'écoule d'est en ouest. Il traverse la commune et se jette dans le Tarn à Albi, après avoir traversé 6 communes.

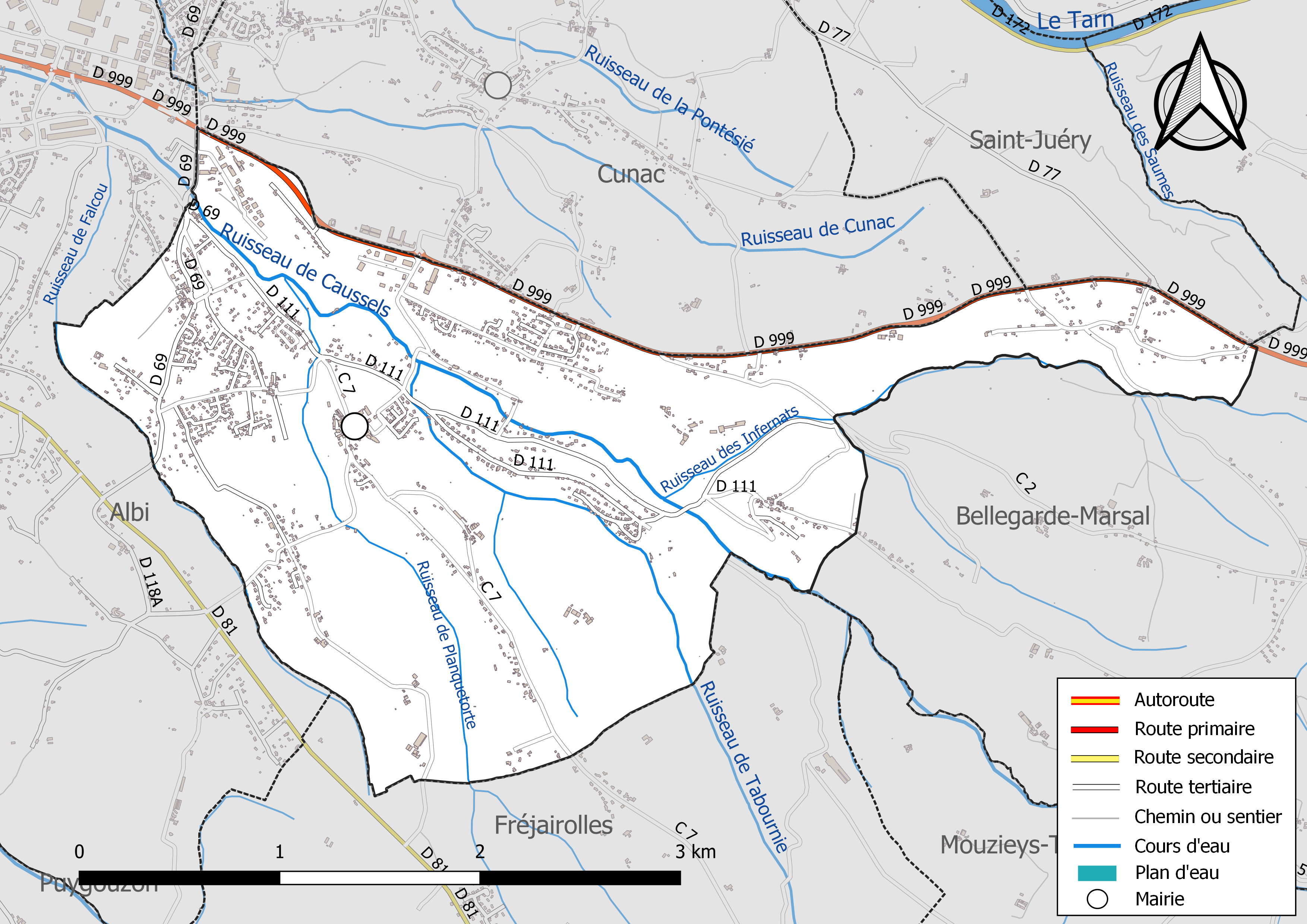
Réseaux hydrographique et routier de Cambon.

### Climat
Pour des articles plus généraux, voir Climat de l'Occitanie et Climat du Tarn.
En 2010, le climat de la commune est de type climat du Bassin du Sud-Ouest, selon une étude du Centre national de la recherche scientifique s'appuyant sur une série de données couvrant la période 1971-2000. En 2020, Météo-France publie une typologie des climats de la France métropolitaine dans laquelle la commune est exposée à un climat océanique altéré et est dans une zone de transition entre les régions climatiques « Aquitaine, Gascogne » et « Sud-est du Massif Central ».
Pour la période 1971-2000, la température annuelle moyenne est de 13,1 °C, avec une amplitude thermique annuelle de 16,3 °C. Le cumul annuel moyen de précipitations est de 832 mm, avec 10,2 jours de précipitations en janvier et 5,7 jours en juillet. Pour la période 1991-2020, la température moyenne annuelle observée sur la station météorologique de Météo-France la plus proche, « Albi », sur la commune du Sequestre à 9 km à vol d'oiseau, est de 13,8 °C et le cumul annuel moyen de précipitations est de 733,9 mm. 
La température maximale relevée sur cette station est de 42,3 °C, atteinte le 23 août 2023 ; la température minimale est de −20,4 °C, atteinte le 16 janvier 1985,,.
Les paramètres climatiques de la commune ont été estimés pour le milieu du siècle (2041-2070) selon différents scénarios d'émission de gaz à effet de serre à partir des nouvelles projections climatiques de référence DRIAS-2020. Ils sont consultables sur un site dédié publié par Météo-France en novembre 2022.

### Milieux naturels et biodiversité
Aucun espace naturel présentant un intérêt patrimonial n'est recensé sur la commune dans l'inventaire national du patrimoine naturel,,.

## Urbanisme

### Typologie
Au 1er janvier 2024, Cambon est catégorisée ceinture urbaine, selon la nouvelle grille communale de densité à sept niveaux définie par l'Insee en 2022.
Elle appartient à l'unité urbaine d'Albi, une agglomération intra-départementale regroupant neuf  communes, dont elle est une commune de la banlieue,,. Par ailleurs la commune fait partie de l'aire d'attraction d'Albi, dont elle est une commune de la couronne,. Cette aire, qui regroupe 91 communes, est catégorisée dans les aires de 50 000 à moins de 200 000 habitants,.

### Occupation des sols
L'occupation des sols de la commune, telle qu'elle ressort de la base de données européenne d’occupation biophysique des sols Corine Land Cover (CLC), est marquée par l'importance des territoires agricoles (84,2 % en 2018), en diminution par rapport à 1990 (100 %). La répartition détaillée en 2018 est la suivante : 
zones agricoles hétérogènes (48,6 %), terres arables (35,6 %), zones urbanisées (15,8 %). L'évolution de l’occupation des sols de la commune et de ses infrastructures peut être observée sur les différentes représentations cartographiques du territoire : la carte de Cassini (XVIIIe siècle), la carte d'état-major (1820-1866) et les cartes ou photos aériennes de l'IGN pour la période actuelle (1950 à aujourd'hui).

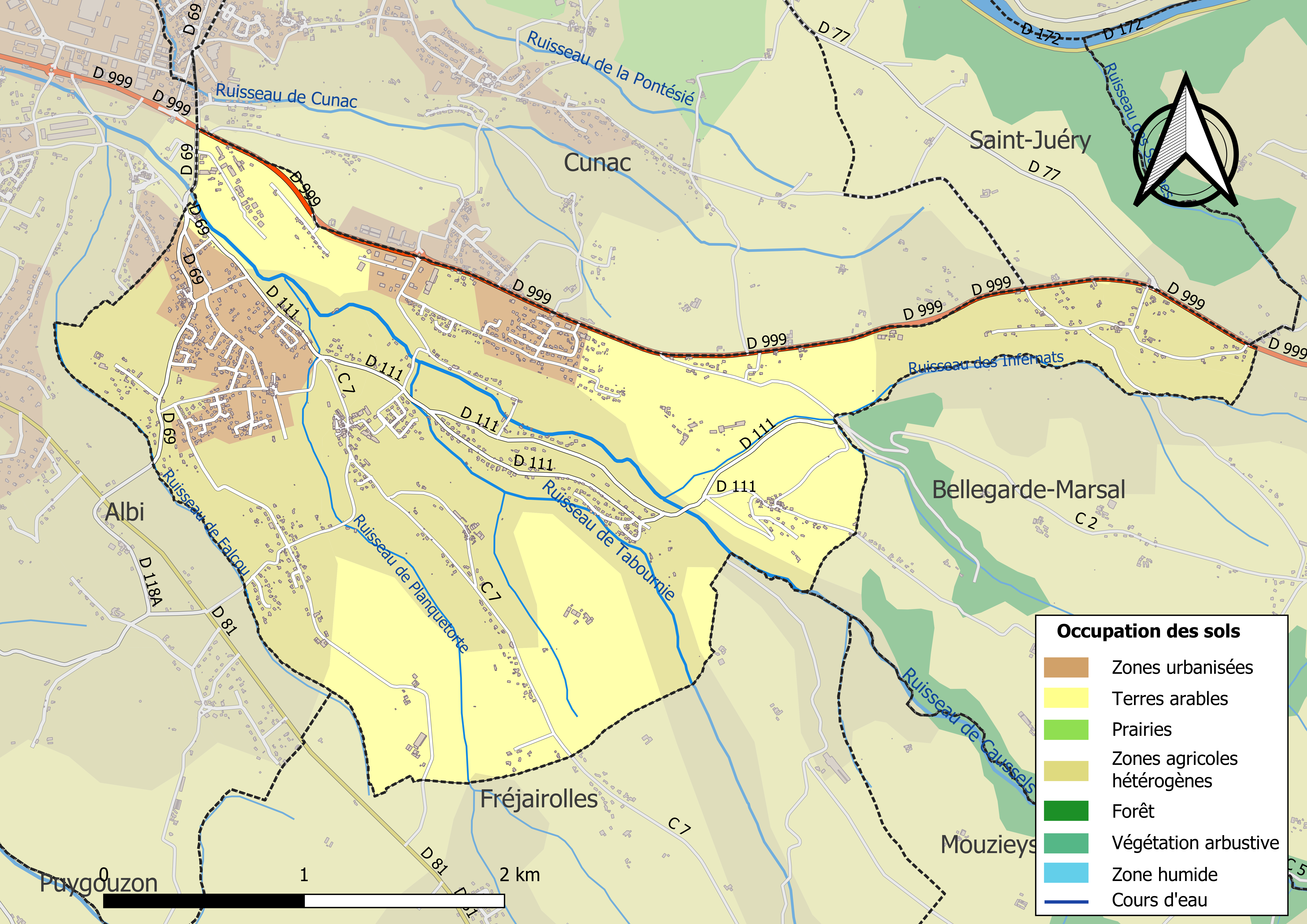
Carte des infrastructures et de l'occupation des sols de la commune en 2018 (CLC).

### Morphologie urbaine
La topographie de la commune explique la forme de l’habitat ancien. Les habitants (80 maisons en 1960) étaient regroupés en petits hameaux, situés sur les plateaux (Falcou, Roche, Bernadou, la Borie, Grèzes, le Bourg, Rayssaguel, Lanel, Gaurels, la Lauzié et la Sarrade).
La population actuelle est éparpillée sur l’ensemble du territoire de la commune (720 maisons en 2008) et souvent regroupée en hameau : les hameaux anciens cités précédemment, mais qui se sont agrandis et les hameaux nouveaux : Mazens le Bas, Mazens le Haut, Guitardou, Planque Torte, la Fourestole, les Marches de Phoebus, la Rivière de Gaurels, la Maurélié, Mailhol Grand, Plaine de Gaurels, les Combettes, la Mouline, la Combe…

### Risques majeurs
Le territoire de la commune de Cambon est vulnérable à différents aléas naturels : météorologiques (tempête, orage, neige, grand froid, canicule ou sécheresse), inondations, mouvements de terrains et séisme (sismicité très faible). Il est également exposé à un risque technologique,  le transport de matières dangereuses, et à un risque particulier : le risque de radon. Un site publié par le BRGM permet d'évaluer simplement et rapidement les risques d'un bien localisé soit par son adresse soit par le numéro de sa parcelle.

#### Risques naturels
Certaines parties du territoire communal sont susceptibles d’être affectées par le risque d’inondation par débordement de cours d'eau, notamment le ruisseau de Caussels. La cartographie des zones inondables en ex-Midi-Pyrénées réalisée dans le cadre du XIe Contrat de plan État-région, visant à informer les citoyens et les décideurs sur le risque d’inondation, est accessible sur le site de la DREAL Occitanie. La commune a été reconnue en état de catastrophe naturelle au titre des dommages causés par les inondations et coulées de boue survenues en 1982 et 1992,.
Cambon est exposée au risque de feu de forêt. En 2022, il n'existe pas de Plan de Prévention des Risques incendie de forêt (PPRif). Le débroussaillement aux abords des maisons constitue l’une des meilleures protections pour les particuliers contre le feu,.

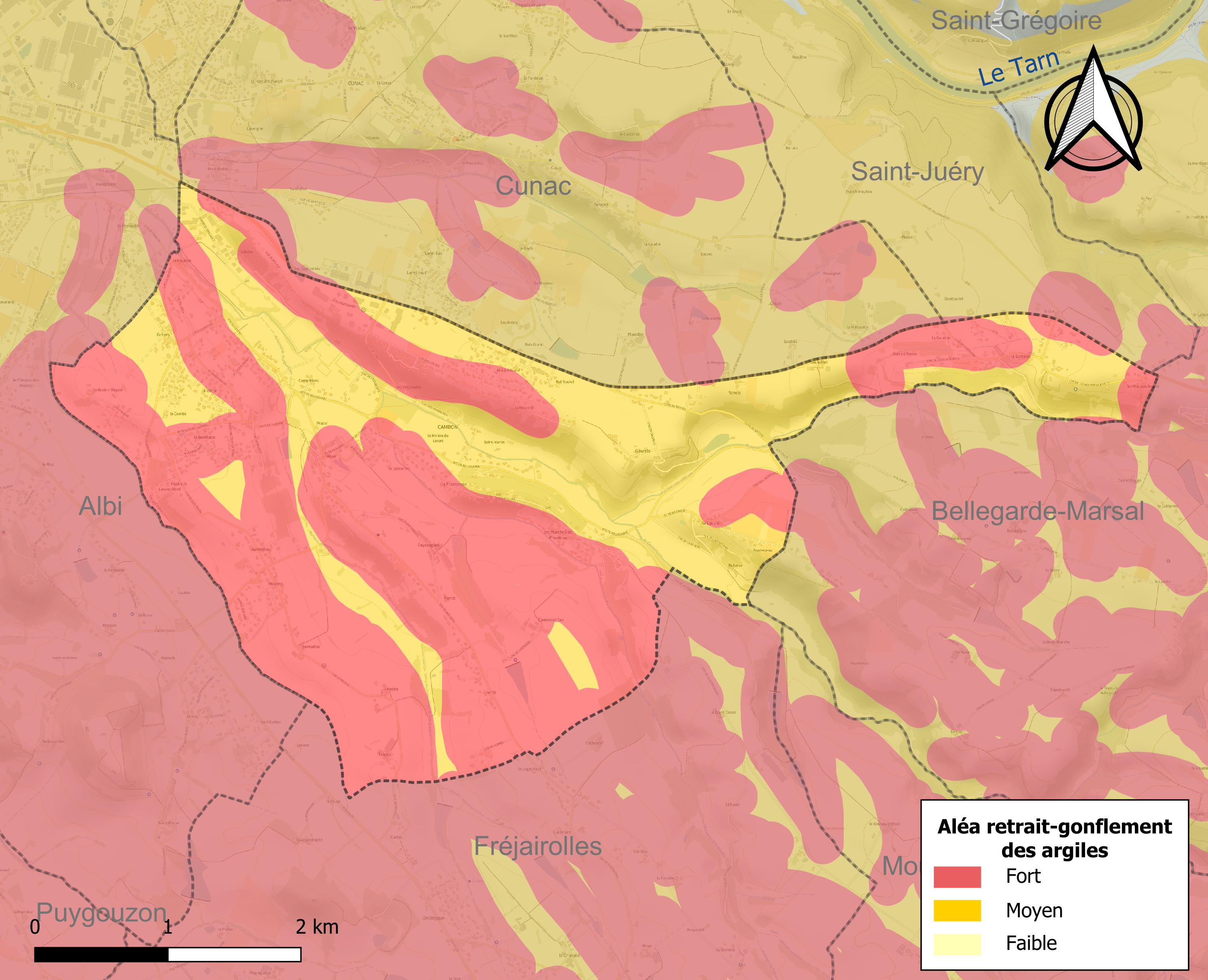
Carte des zones d'aléa retrait-gonflement des sols argileux de Cambon.

La commune est vulnérable au risque de mouvements de terrains constitué principalement du retrait-gonflement des sols argileux. Cet aléa est susceptible d'engendrer des dommages importants aux bâtiments en cas d’alternance de périodes de sécheresse et de pluie. La totalité de la commune est en aléa moyen ou fort (76,3 % au niveau départemental et 48,5 % au niveau national). Sur les 862 bâtiments dénombrés sur la commune en 2019, 862 sont en aléa moyen ou fort, soit 100 %, à comparer aux 90 % au niveau départemental et 54 % au niveau national. Une cartographie de l'exposition du territoire national au retrait gonflement des sols argileux est disponible sur le site du BRGM,.
Par ailleurs, afin de mieux appréhender le risque d’affaissement de terrain, l'inventaire national des cavités souterraines permet de localiser celles situées sur la commune.

#### Risques technologiques
Le risque de transport de matières dangereuses sur la commune est lié à sa traversée par des infrastructures routières ou ferroviaires importantes ou la présence d'une canalisation de transport d'hydrocarbures. Un accident se produisant sur de telles infrastructures est susceptible d’avoir des effets graves sur les biens, les personnes ou l'environnement, selon la nature du matériau transporté. Des dispositions d’urbanisme peuvent être préconisées en conséquence.

#### Risque particulier
Dans plusieurs parties du territoire national, le radon, accumulé dans certains logements ou autres locaux, peut constituer une source significative d’exposition de la population aux rayonnements ionisants. Certaines communes du département sont concernées par le risque radon à un niveau plus ou moins élevé. Selon la classification de 2018, la commune de Cambon est classée en zone 3, à savoir zone à potentiel radon significatif.

## Toponymie
Le nom du village s'est formé sur le mot gaulois "cambo" qui signifie "courbe" ou "méandre" mais aussi "terrain fertile près d'un cours d'eau ou dans une courbe". En effet, la commune est située principalement entre deux ruisseaux.

## Histoire
Quelques repères historiques :
XIIe siècle : à l'emplacement de l'église actuelle, il semble que fut édifié un château sur cette hauteur et que le village se soit dès lors ceint de murailles. (Août 1166 : autorisation donnée par Raymond Trencavel et son fils Roger de construire le château de Cambon en Albigeois.)
XIIIe siècle : ancien prieuré fortifié.
XIVe siècle : construction de l'église Saint-Pierre, faisant partie de ces fortifications. En témoigne, le mur côté sud-ouest, surmonté de créneaux.

### Héraldique
| Blason de Cambon | Blason  | D'or à trois bandes de sinople, à la lettre capitale gothique C de gueules brochant sur le tout. |
| Blason de Cambon | Détails | Le statut officiel du blason reste à déterminer.                                                 |

## Politique et administration

### Administration municipale
Le nombre d'habitants au recensement de 2011 étant compris entre 1 500 habitants et 2 499 habitants, le nombre de membres du conseil municipal pour l'élection de 2014 est de dix neuf,.

### Rattachements administratifs et électoraux
1789 : communautés de Cambon (dite Cambon de Montels) et de Grèzes, sénéchaussée de Carcassonne, diocèse d'Albi.
1790 : municipalités de Cambon et de Grèzes, canton de Saint-Juéry, district d'Albi.
1791 : le 11 juin, la commune de Grèzes a été réunie à celle de Cambon.
An X : commune de Cambon, canton de Saint-Juéry puis de Villefranche, arrondissement d'Albi.
1832 : ordonnance du 28 octobre délimitant Cambon et la nouvelle commune de Cunac ; Cambon récupère toute la partie sud de la route Albi-Millau.
1957 : projet d'adoption du nom « Cambon d'Albi », avis favorable du conseil général du 15 mai 1957.
Jusqu'aux années 1960 : la commune demeure rurale et agricole : viticulture, activités artisanales… 80 maisons habitées en 1960.
Après 1960 : début de l'urbanisation, Cambon d'Albi passe d'une commune rurale à une commune périurbaine.
2003 : adhésion à la communauté d'agglomération de l'Albigeois.

### Liste des maires
| Période                                  | Période   | Identité           | Étiquette | Qualité                                                                      |
| ---------------------------------------- | --------- | ------------------ | --------- | ---------------------------------------------------------------------------- |
| mars 1977                                | mars 2008 | Jean-Louis Mathieu | DVD       | Viticulteur                                                                  |
| mars 2008                                | mai 2020  | Sarah Laurens      | SE        | Ancienne assistante de direction Ancienne vice-présidente du Grand Albigeois |
| mai 2020                                 | En cours  | Philippe Granier   |           |                                                                              |
| Les données manquantes sont à compléter. |           |                    |           |                                                                              |

## Population et société

### Démographie
L'évolution du nombre d'habitants est connue à travers les recensements de la population effectués dans la commune depuis 1793. Pour les communes de moins de 10 000 habitants, une enquête de recensement portant sur toute la population est réalisée tous les cinq ans, les populations de référence des années intermédiaires étant quant à elles estimées par interpolation ou extrapolation. Pour la commune, le premier recensement exhaustif entrant dans le cadre du nouveau dispositif a été réalisé en 2008.

En 2022, la commune comptait 2 128 habitants, en évolution de +0,28 % par rapport à 2016 (Tarn : +2,52 %, France hors Mayotte : +2,11 %).
| 1793 | 1800 | 1806 | 1821 | 1831 | 1836 | 1841 | 1846 | 1851 |
| ---- | ---- | ---- | ---- | ---- | ---- | ---- | ---- | ---- |
| 294  | 291  | 299  | 301  | 274  | 492  | 493  | 485  | 472  |

| 1856 | 1861 | 1866 | 1872 | 1876 | 1881 | 1886 | 1891 | 1896 |
| ---- | ---- | ---- | ---- | ---- | ---- | ---- | ---- | ---- |
| 452  | 424  | 404  | 413  | 414  | 445  | 416  | 375  | 329  |

| 1901 | 1906 | 1911 | 1921 | 1926 | 1931 | 1936 | 1946 | 1954 |
| ---- | ---- | ---- | ---- | ---- | ---- | ---- | ---- | ---- |
| 342  | 362  | 356  | 317  | 339  | 301  | 314  | 308  | 341  |

| 1962 | 1968 | 1975 | 1982 | 1990  | 1999  | 2006  | 2008  | 2013  |
| ---- | ---- | ---- | ---- | ----- | ----- | ----- | ----- | ----- |
| 317  | 361  | 530  | 818  | 1 183 | 1 383 | 1 734 | 1 834 | 2 052 |

| 2018  | 2022  | - | - | - | - | - | - | - |
| ----- | ----- | - | - | - | - | - | - | - |
| 2 120 | 2 128 | - | - | - | - | - | - | - |

| selon la population municipale des années : | 1968 | 1975 | 1982 | 1990 | 1999 | 2006 | 2009 | 2013 |
| Rang de la commune dans le département      | 337  | 318  | 279  | 260  | 249  | 238  | 244  | 228  |
| Nombre de communes du département           | 592  | 582  | 586  | 588  | 588  | 588  | 589  | 589  |

### Enseignement
Cambon fait partie de l'académie de Toulouse.

### Culture et festivités
Comité des fêtes,

### Activités sportives
Rugby à XV (Cambon Cunac Olympique XV), football, tennis, cyclisme, randonnée pédestre, judo, pétanque, volley ball, chasse, gymnastique.

### Écologie et recyclage
La collecte et le traitement des déchets des ménages et des déchets assimilés ainsi que la protection et la mise en valeur de l'environnement se font dans le cadre de la communauté d'agglomération de l'Albigeois.

## Économie

### Revenus
En 2018, la commune compte 839 ménages fiscaux, regroupant 2 178 personnes. La médiane du revenu disponible par unité de consommation est de 23 760 € (20 400 € dans le département). 59 % des ménages fiscaux sont imposés (42,8 % dans le département).

### Emploi
|                | 2008  | 2013  | 2018  |
| -------------- | ----- | ----- | ----- |
| Commune        | 2,6 % | 5,9 % | 4,1 % |
| Département    | 8,2 % | 9,9 % | 10 %  |
| France entière | 8,3 % | 10 %  | 10 %  |

En 2018, la population âgée de 15 à 64 ans s'élève à 1 322 personnes, parmi lesquelles on compte 78,2 % d'actifs (74,1 % ayant un emploi et 4,1 % de chômeurs) et 21,8 % d'inactifs,. Depuis 2008, le taux de chômage communal (au sens du recensement) des 15-64 ans est inférieur à celui de la France et du département.
La commune fait partie de la couronne de l'aire d'attraction d'Albi, du fait qu'au moins 15 % des actifs travaillent dans le pôle,. Elle compte 509 emplois en 2018, contre 443 en 2013 et 425 en 2008. Le nombre d'actifs ayant un emploi résidant dans la commune est de 990, soit un indicateur de concentration d'emploi de 51,4 % et un taux d'activité parmi les 15 ans ou plus de 61 %.
Sur ces 990 actifs de 15 ans ou plus ayant un emploi, 134 travaillent dans la commune, soit 14 % des habitants. Pour se rendre au travail, 93,8 % des habitants utilisent un véhicule personnel ou de fonction à quatre roues, 1 % les transports en commun, 2,6 % s'y rendent en deux-roues, à vélo ou à pied et 2,5 % n'ont pas besoin de transport (travail au domicile).

### Activités hors agriculture

#### Secteurs d'activités
142 établissements sont implantés  à Cambon au 31 décembre 2019. Le tableau ci-dessous en détaille le nombre par secteur d'activité et compare les ratios avec ceux du département,.
| Secteur d'activité                                                                                        | Commune | Commune | Département |
| Secteur d'activité                                                                                        | Nombre  | %       | %           |
| --- | ------- | ------- | ----------- |
| Ensemble                                                                                                  | 142     | 100 %   | (100 %)     |
| Industrie manufacturière, industries extractives et autres                                                | 16      | 11,3 %  | (13 %)      |
| Construction                                                                                              | 33      | 23,2 %  | (12,5 %)    |
| Commerce de gros et de détail, transports, hébergement et restauration                                    | 33      | 23,2 %  | (26,7 %)    |
| Information et communication                                                                              | 5       | 3,5 %   | (2,1 %)     |
| Activités financières et d'assurance                                                                      | 3       | 2,1 %   | (3,3 %)     |
| Activités immobilières                                                                                    | 6       | 4,2 %   | (4,2 %)     |
| Activités spécialisées, scientifiques et techniques et activités de services administratifs et de soutien | 21      | 14,8 %  | (13,8 %)    |
| Administration publique, enseignement, santé humaine et action sociale                                    | 17      | 12 %    | (15,5 %)    |
| Autres activités de services                                                                              | 8       | 5,6 %   | (9 %)       |

Le secteur du commerce de gros et de détail, des transports, de l'hébergement et de la restauration est prépondérant sur la commune puisqu'il représente 23,2 % du nombre total d'établissements de la commune (33 sur les 142 entreprises implantées  à Cambon), contre 26,7 % au niveau départemental.

#### Entreprises et commerces
Les cinq entreprises ayant leur siège social sur le territoire communal qui génèrent le plus de chiffre d'affaires en 2020 sont : 
- Ste D'exploitation Des Transports Roucayrol, transports routiers de fret de proximité (16 560 k€) ;
- Sylob, édition de logiciels applicatifs (13 914 k€) ;
- Financiere Roucayrol, location de terrains et d'autres biens immobiliers (2 019 k€) ;
- Codelec, travaux d'installation électrique dans tous locaux (294 k€) ;
- Laurens Michel Audit, activités comptables (160 k€).

La commune profite de sa proximité immédiate avec la ville d'Albi, et son économie repose sur le commerce, les industries et le tertiaire avec notamment les entreprises Airgamma SAS, Continental Immobilier d'Entreprise, Sylob, Teldis ou les Transports Roucayrols.
Viticulture : Gaillac (AOC), Côtes-du-tarn.

### Agriculture
La commune est dans la « plaine de l'Albigeois et du Castrais », une petite région agricole occupant le centre du département du Tarn. En 2020, l'orientation technico-économique de l'agriculture  sur la commune est la polyculture et/ou le polyélevage. 
|               | 1988 | 2000 | 2010 | 2020 |
| ------------- | ---- | ---- | ---- | ---- |
| Exploitations | 35   | 24   | 16   | 10   |
| SAU (ha)      | 626  | 711  | 523  | 420  |

Le nombre d'exploitations agricoles en activité et ayant leur siège dans la commune est passé de 35 lors du recensement agricole de 1988  à 24 en 2000 puis à 16 en 2010 et enfin à 10 en 2020, soit une baisse de 71 % en 32 ans. Le même mouvement est observé à l'échelle du département qui a perdu pendant cette période 58 % de ses exploitations,. La surface agricole utilisée sur la commune a également diminué, passant de 626 ha en 1988 à 420 ha en 2020. Parallèlement la surface agricole utilisée moyenne par exploitation a augmenté, passant de 18 à 42 ha.

## Culture locale et patrimoine

### Lieux et monuments

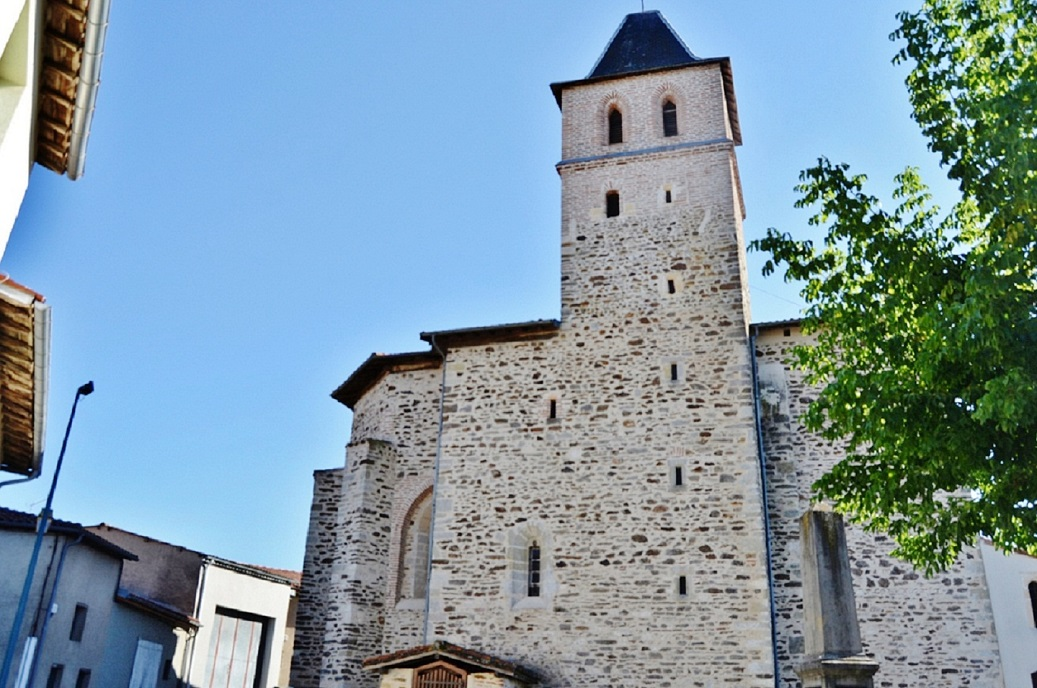
L'église paroissiale Saint-Pierre.

- L'église Saint-Pierre de Cambon : église à nef unique avec deux chapelles latérales, orientée est-ouest. Le matériau utilisé est le moellon du schiste du Ségala proche.
- Peintures classées : L’adoration des Mages, peinture à l'huile sur bois, XVIIe siècle (copie d'époque du tableau de Jacopo Bassano) ; L’adoration des Bergers : peinture à l'huile sur bois, classée en 1908, école italienne XVIe siècle (copie d'époque d'une œuvre remaniée d'Abraham Bloemaert).

### Personnalités liées à la commune
- Cédric Coutouly - coureur cycliste.
- Bernard Juéry

## Pour approfondir